# Menaszijja
Menaszijja (hebr. מנשייה) – osiedle mieszkaniowe w Tel Awiwie, znajdujące się na terenie Dzielnicy Piątej.

## Położenie
Osiedle leży na nadmorskiej równinie Szaron. Jest położone w zachodniej części aglomeracji miejskiej Tel Awiwu. Północną granicę osiedla wyznacza ulica Carmelit, za którą znajduje się osiedle Kerem ha-Temanim. Wschodnią granicę wyznacza ulica HaMered, za którą znajdują się osiedla Szabbazi i Newe Cedek. Południową granicę wyznacza ulica Nahum Goldmana, za którą jest osiedle Stara Jafa. Zachodnią granicę stanowi Morze Śródziemne.

## Historia

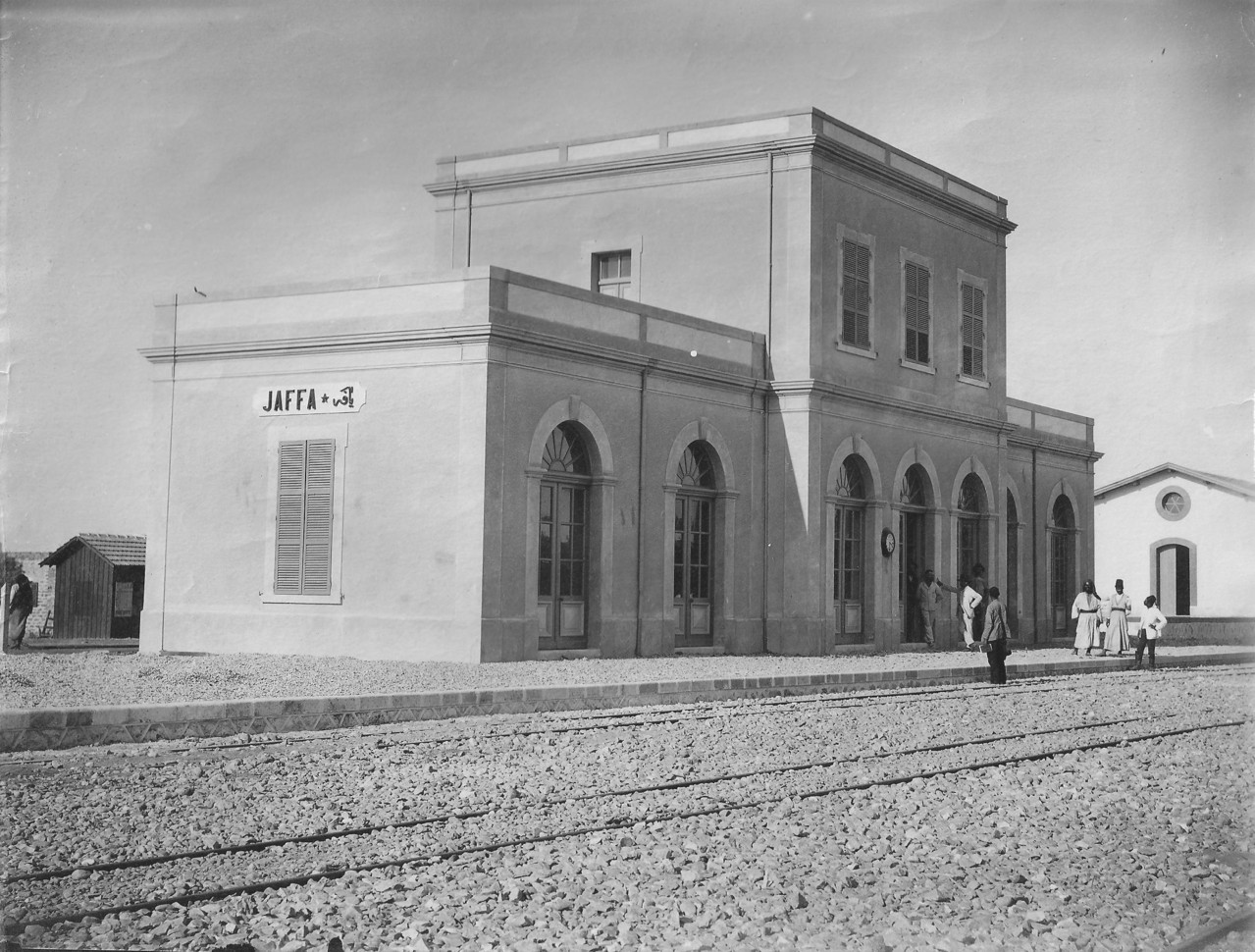
Stacja kolejowa Jafa w 1891

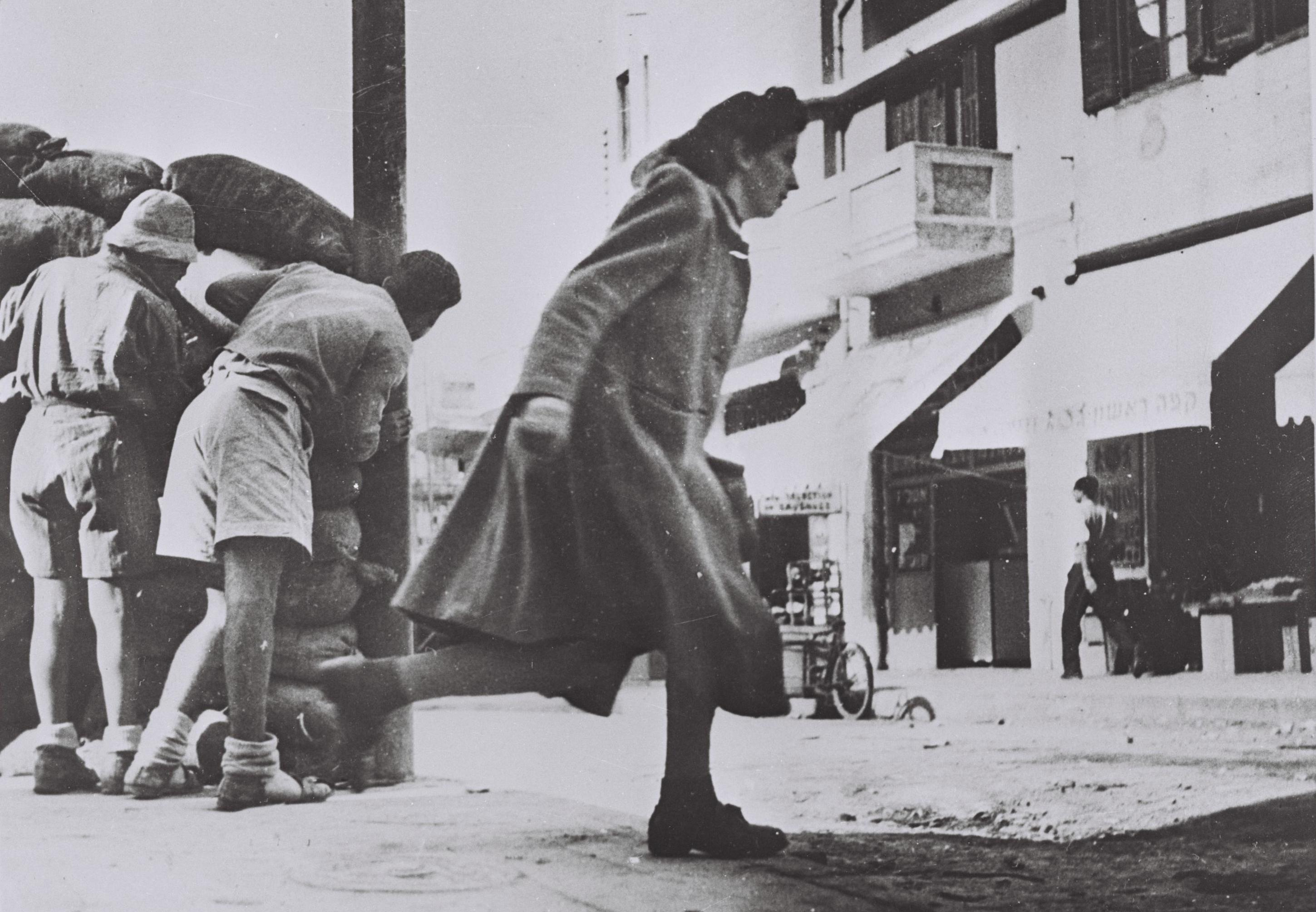
Mieszkańcy Tel Awiwu pod arabskim ostrzałem prowadzonym z minaretu meczetu Hassan Bek

Osiedle powstało pod koniec XIX wieku, jako najdalej wysunięte na północ osiedle mieszkaniowe Jafy. Z czasem w jego sąsiedztwie zaczęły powstawać osiedla żydowskie, takie jak Newe Cedek i Szabbazi. Miejsce to było położone pomiędzy obydwoma społecznościami – arabską i żydowską. Z tego powodu jego historia jest ściśle związana z kolejnymi etapami konfliktu izraelsko-arabskiego.
W dniu 24 maja 1891 uroczyście otworzono stację kolejową Jafa, nazywaną także Stacja Menaszijja. Był to pierwszy dworzec kolejowy wybudowany na Bliskim Wschodzie (poza Egiptem i Turcją). Była to początkowa stacja linii kolejowej z Jafy do Jerozolimy. Pomimo faktu, że podróż trwała cztery godziny, linia ta okazała się wielkim sukcesem. W 1914 ze stacji skorzystało około 183 tys. pasażerów. Wśród pasażerów był między innymi twórca i główny ideolog Syjonizmu, Theodor Herzl. Uruchomienie stacji i linii kolejowej bardzo korzystnie wpłynęło na rozwój osiedla Menaszijja.
Podczas I wojny światowej Turcy przeprowadzili demontaż linii kolejowej Jafa-Jerozolima (na odcinku z Jafy do Lod), wykorzystując tory do budowy linii kolejowej z Tulkarm do Al-Kusajma na półwyspie Synaj. W 1916 turecki wojskowy gubernator Jafy, Hassan Bek, podjął decyzję budowy meczetu Hassan Bek. Celem jego budowy było przeciwdziałanie ekspansji terytorialnej rozrastającego się żydowskiego Tel Awiwu. Do budowy meczetu wykorzystywano materiały budowlane skonfiskowane z sąsiedniego Tel Awiwu. Gdy w grudniu 1917 Brytyjczycy wyparli wojska tureckie na północ od rzeki Jarkon, port Jafa stał się ważną strategicznie bazą Royal Navy. Aby zapewnić odpowiednie zaplecze logistyczne, Brytyjczycy odbudowali linię kolejową, która początkowo była wykorzystywana jedynie dla potrzeb wojska, a później w Mandacie Palestyny także dla towarów cywilnych.
Podczas wojny domowej w Mandacie Palestyny (1947–1948) meczet Hassan Bek był wykorzystywany przez arabskich snajperów, którzy ostrzeliwali sąsiednie osiedla żydowskie Tel Awiwu. W kwietniu 1948 podczas operacji Chamec oddziały Hagany i Irgunu zajęły ten teren. Według relacji Josefa Nahmias, byłego członka Irgunu, członkowie jego oddziału przygotowywali się wówczas do wysadzenia meczetu Hassan Bek, zostali jednak powstrzymani przez swojego dowódcę Menachem Begina. Powiedział on, że meczet jest zbyt piękny, aby go niszczyć. Podczas walk o osiedle zniszczonych zostało wiele domów.
Po zakończeniu wojny o niepodległość większość arabskich mieszkańców Jafy i osiedla Menaszijja uciekła do Strefy Gazy (pod okupacją Egiptu), gdzie mieszkali w obozach uchodźców palestyńskich. Wiele ich domów została zburzona bezpośrednio po 1948. W pierwszych latach niepodległości Izraela, w osiedlu Menaszijja osiedlało się wielu żydowskich imigrantów przyjeżdżających z całego świata. Osiedle stało się zatłoczonym slumsem. W latach 50. planiści miejscy z dużym niepokojem przyglądali się postępującej degradacji tej okolicy. W 1960 przedstawiono projekt całkowitego wyburzenia wszystkich tutejszych domów, a na ich miejscu stworzenia głównego centrum biznesowego miasta. Po licznych dyskusjach plan zaakceptowano w 1963.
Pod koniec lat 60. XX wieku przeprowadzono ewakuację mieszkańców osiedla i przystąpiono do rozbiórki domów. W rezultacie, z całego osiedla Menaszijja pozostały jedynie dwa budynki: meczet Hassan Bek oraz budynek w którym utworzono Muzeum Niepodległości Ecel. Wykonawcy prac rozbiórkowych, aby zaoszczędzić na kosztach wywózki gruzu, spychali go bezpośrednio do morza. W wynik tego na plażach i w najbliższych wodach morskich zgromadziły się duże ilości śmieci i odpadów komunalnych. Bardzo szybko okazało się, że koszty usunięcia śmieci będą bardzo wysokie, i bardziej opłacalnym będzie przykrycie całości terenu nową warstwą ziemi. W ten sposób władze miejskie podjęły decyzję o utworzenia parku rekreacyjnego. W rezultacie powstał Park Charlesa Clore’a, który zajął cały pas wybrzeża.
W latach 70. XX wieku rozpoczęto tworzenie centrum biznesowego Centrum Tekstylne. Na wzór amerykańskich obszarów metropolitalnych przygotowano plan architektoniczny, który przewidywał budowę wysokich biurowców, szerokich dróg dojazdowych i dużych parkingów. Pierwsze wieżowce zaczęły powstawać w 1978. Obecnie znajduje się tutaj duże centrum biznesowe miasta.
W północnym krańcu Parku Charles Clore znajduje się budynek Delfinarium (hebr. דולפינריום). W latach 1979–1990 mieściło się w nim delfinarium. Budynek nie spełniał wymagań odnośnie do zapewnienia odpowiednich warunków życia i szkolenia delfinów, i dlatego delfinarium zostało zamknięte. Następnie otworzono w nim dyskotekę, która funkcjonowała do 2002.

### Zamachy terrorystyczne

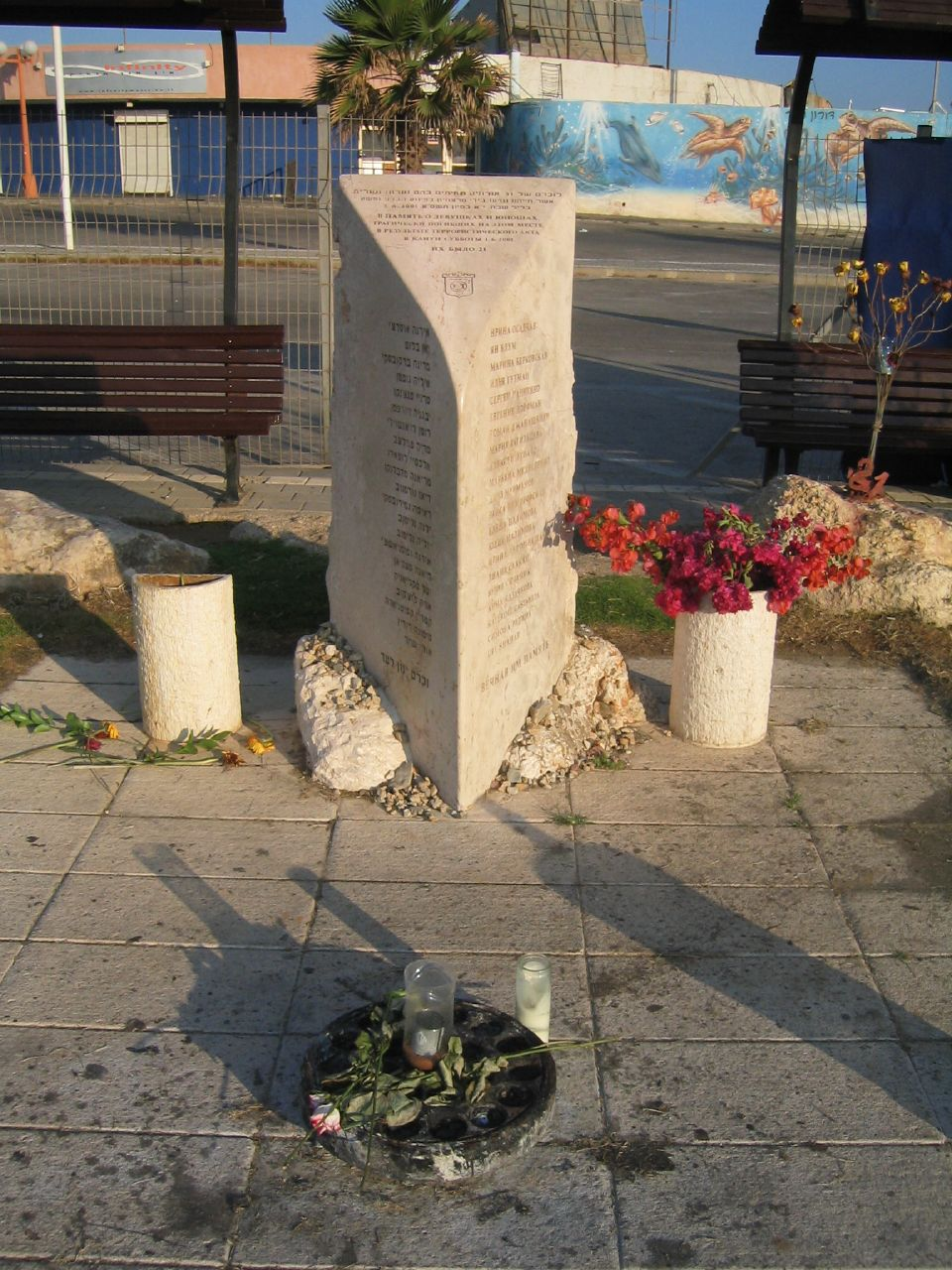
Pomnik w miejscu zamachu terrorystycznego na dyskotekę „Delfinarium”

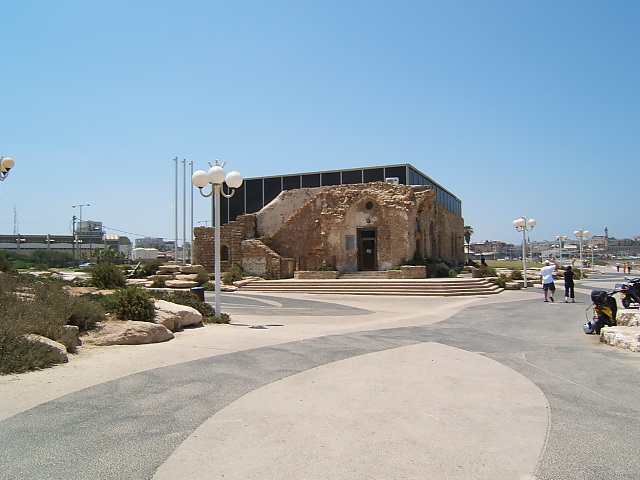
Muzeum Niepodległości Ecel

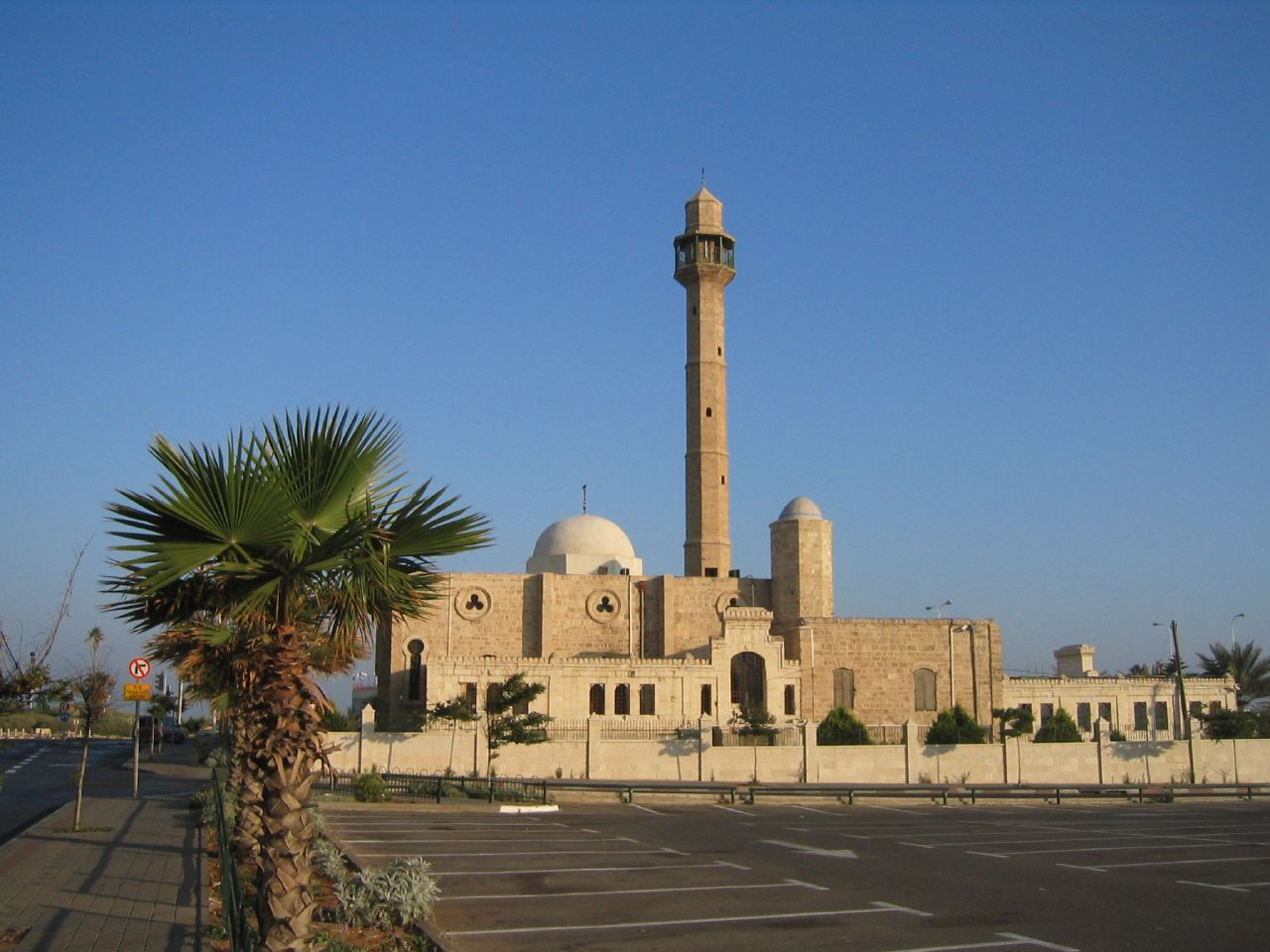
Meczet Hassan Bek

W osiedlu doszło do jednego zamachu terrorystycznego zorganizowanego przez palestyńskiego terrorystę-samobójcę:
- 1 czerwca 2001 o godzinie 23.30 wieczorem, terrorysta z Hamasu wysadził się pośrodku tłumu młodzieży oczekującej na wejście do dyskoteki „Delfinarium”. Wybuch materiału wybuchowego zabił 21 osoby i ranił 120 innych. W miejscu zamachu wystawiono symboliczny pomnik z nazwiskami ofiar[6].

## Polityka
W osiedlu znajduje się kilka placówek dyplomatycznych. W Centrum Biznesowym znajdują się ambasady Chile, Włoch i Birmy.

## Architektura
W całym osiedlu znajduje się niewiele budynków. Z zabytkowych obiektów jest tutaj meczet Hassan Bek oraz budynek przebudowany na Muzeum Niepodległości Ecel.
W północno-wschodniej części osiedla znajduje się jedyne skupisko wieżowców – jest to Centrum Tekstylne. Pomimo dużych wysiłków czynionych na rzecz rozbudowy centrum biznesowego, wybudowano tutaj zaledwie kilka budynków wchodzących w skład kompleksu nazywanego Centrum Tekstylne. Całe centrum zostało wybudowane na jednej wspólnej platformie, będącej podstawą do budowy kolejnych budynków. W podstawie mieszczą się centra handlowe, parkingi oraz wejścia do biurowców. Pomiędzy biurowcami znajduje się duży centralny dziedziniec. Wokół niego wzniesiono parami sześć wieżowców: dwa po stronie południowej, dwa po stronie północnej i dwa pośrodku. Są to: Dom Gibor (wysokość 65 metrów), Dom Przemysłu (wysokość 68 m), Textile and Fashion Center (wysokość 68 m), Sharbat House 1 (wysokość 72 m), Sharbat House 2 (wysokość 72 m) i Trade Tower (wysokość 68 m). Na północ od nich są położone dwa luksusowe hotele.

## Kultura
W osiedlu znajduje się Muzeum Niepodległości Ecel, które gromadzi dokumenty, publikacje i zdjęcia związane z historią działalności żydowskiej podziemnej organizacji paramilitarnej Irgun (hebr. ארגון), zwanej w skrócie Ecel (hebr. אצ"ל).

## Turystyka
Dla Tel Awiwu najważniejsze pod względem turystycznym są tutejsze plaże, charakteryzujące się drobnym, białym piaskiem. To samo odnosi się do osiedla Menaszijja, które z racji swojego nadmorskiego położenia posiada dobrze utrzymane plaże:
- Plaża Aviv (hebr. חוף אביב) – położona pomiędzy Delfinarium a Muzeum Niepodległości Ecel.
- Plaża Clore (hebr. חוף קלור) – położona na wysokości południowej części Parku Charles Clore.

Tutejsze plaże są bardziej spokojne od tych położonych bliżej centrum miasta. Są one także pozbawione falochronów, co nadaje im specyficzny klimat. Można tutaj uprawiać różne sporty wodne – między innymi swoją siedzibę ma tutaj klub surfingowy „Blue Bird”. Dodatkowo na plaży Aviv zazwyczaj w piątki zbierają się bębniarze. Wzdłuż plaży biegnie nadmorska promenada.

### Baza noclegowa
W osiedlu znajdują się dwa hotele, położone przy ulicy Kaufmanna na północ od Centrum Tekstylnego – Dan Panorama Tel Awiw Hotel i InterContinental David Tel Awiw.

## Religia
W osiedlu znajduje się meczet Hassan Bek. Jego historia jest ściśle związana z kolejnymi etapami konfliktu izraelsko-arabskiego. Z tego powodu ma on głębokie znaczenie symboliczne i emocjonalne tutejszych Arabów.

## Gospodarka
Życie gospodarcze osiedla koncentruje się wokół centrum biznesowo-handlowego Centrum Tekstylne. Dodatkowe miejsca pracy zapewnia obsługa ruchu turystycznego.

## Infrastruktura
W osiedlu znajduje się urząd pocztowy, położony przy ulicy HaMered.